# Mercedes-Benz O 405 N
Der Mercedes-Benz O 405 N ist ein Stadtlinienbus von Daimler-Benz in Niederflurbauweise, der von 1989 bis 2001 gebaut wurde. Er besitzt zwei oder drei Türen, sowie zwei Achsen, von denen die hintere die Antriebsachse ist. Es gab auch die Gelenkbus-Ausführung O 405 GN.

## Beschreibung

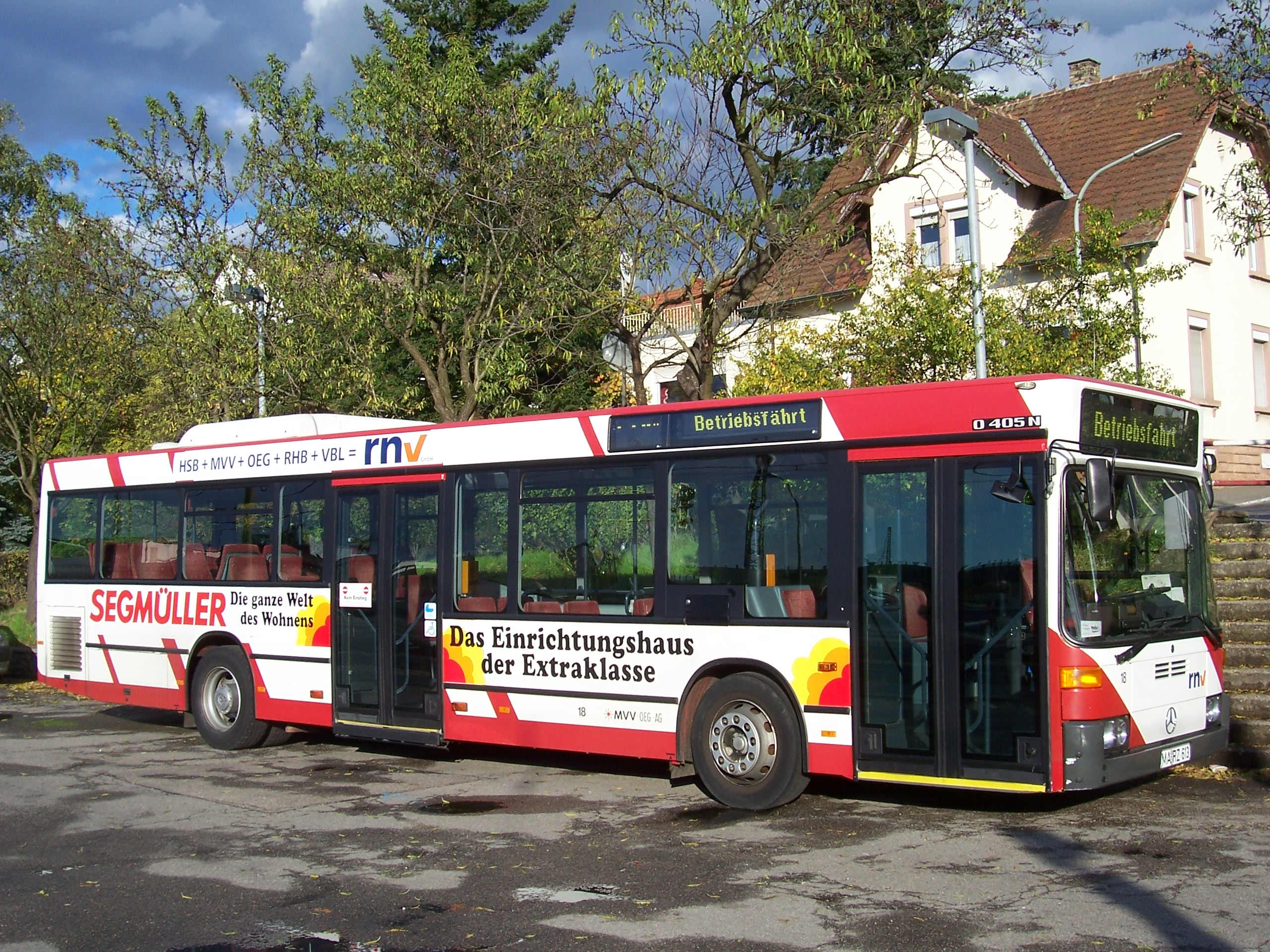
O 405 N2 in Weinheim

Der O 405 N stellt eine Weiterentwicklung des hochflurigen Mercedes-Benz O 405 dar und erwies sich als großer Erfolg. Die ersten Fahrzeuge hatten noch die Türen und Fensteranordnung vom Hochflurmodell übernommen. Diese hatten eine Stufe von der Mitteltür zum Fahrzeugheck, wegen des Getriebes und der Hinterachse. Wegen der erhöhten Unfallgefahr wurde bei späteren Modellen eine Rampe zum Heck entwickelt. Dabei musste die Mitteltür um eine halbe Fensterlänge nach vorn verschoben werden (beim parallel gebauten MAN NL 202 wurde dies auch gemacht). Dies ist von außen am halben Fensterteiler zwischen der Mitteltür und dem Abstand zur Hinterachse erkennbar. Bei den Dreitürern gab es bereits die Rampe, da die Mitteltür eine Fensterlänge vorgesetzt war. Bei der Hecktür gab es dafür eine Stufe. Ab 1993 gab es für den O 405 N1 noch eine dritte Serie, die etwa 10 cm länger waren, um die Abgasreinigung unterzubringen. Von außen sah man das am letzten Fenster und am verlegten Auspuff (dieser war nun hinten links sichtbar). Während in den ersten Jahren die Sitze im vorderen Teil des Fahrzeugs auf Podesten angeordnet waren, erschien 1994 eine weiterentwickelte Variante ohne Podeste. Diese auch als O 405 N2 bezeichnete Ausführung ist von außen an den heruntergezogenen Scheiben zwischen den Achsen erkennbar. Bei diesen Modellen wurde auch die nach vorn versetzte Tür mit den halben Fenstern übernommen. Obwohl der als Nachfolger designierte O 530 Citaro bereits ab 1997 hergestellt wurde, endete die Produktion der Fahrzeuge der O-405-Baureihe erst im Herbst 2001.

## Varianten
Neben der normalen Ausführung als Stadtlinienbus O 405 N, die mit 2 oder auch 3 Türen lieferbar war, stellte Mercedes-Benz folgende weitere Varianten her, wobei bis zur Entwicklung der podestlosen Variante nur der Gelenkbus angeboten wurde:
- O 405 NK: verkürzte Version mit etwa 10,5 m Länge, 2 oder 3 Türen
- O 405 NKF: verkürzte Version mit etwa 10,5 m Länge, niedriger mit ca. 2,6 m Höhe, 2 Türen (Spezialanfertigung für Karlsruhe)
- O 405 NÜ: Überlandausführung, 2 Türen
- O 405 ÜNG: Überlandausführung mit Hybridantrieb, 2 Türen
- O 405 NH: Stadtversion mit Hybridantrieb, 3 Türen
- O 405 NL: verlängerte Version mit 13 m Länge, 2 Türen
- O 405 NÜL: verlängerte Überlandausführung mit 13 m Länge, 2 Türen
- O 405 GN: Gelenkbus mit 18 m Länge, 3 oder 4 Türen
- O 405 GNÜ: Überlandausführung des Gelenkbus analog zum O 405 NÜ, 3 Türen
- O 405 GNDE: dieselelektrischer Gelenkbus mit Radnabenmotoren, 3 oder 4 Türen
- O 405 GNTD: Duo-Gelenkbus (Verbrennungsmotor und elektrischer Antrieb) mit Radnabenmotoren, 3 oder 4 Türen

Der Grundtyp O 405 N2 und die Gelenkbusvariante O 405 GN2 wurden auch als Rechtslenker nach Großbritannien und Nordirland exportiert. Für den australischen Markt wurde das weiterentwickelte Fahrgestell O 405 NH produziert, das vor Ort karosseriert wurde.
In Griechenland wurde der ELBO O 405 (auch ΕΛΒΟ C97.405N) von ca. 1994 bis 2001 von ELBO gefertigt, dabei handelt es sich um eine Lizenzfertigung des Mercedes-Benz O 405 N, die sich in Details unterscheidet, z. B. den Front- und Heckleuchten. Im Gegensatz zu anderen Produkten von ELBO tragen die Fahrzeuge nicht das eigene Logo, sondern den Stern von Mercedes-Benz. 

### Erdgas-Antrieb

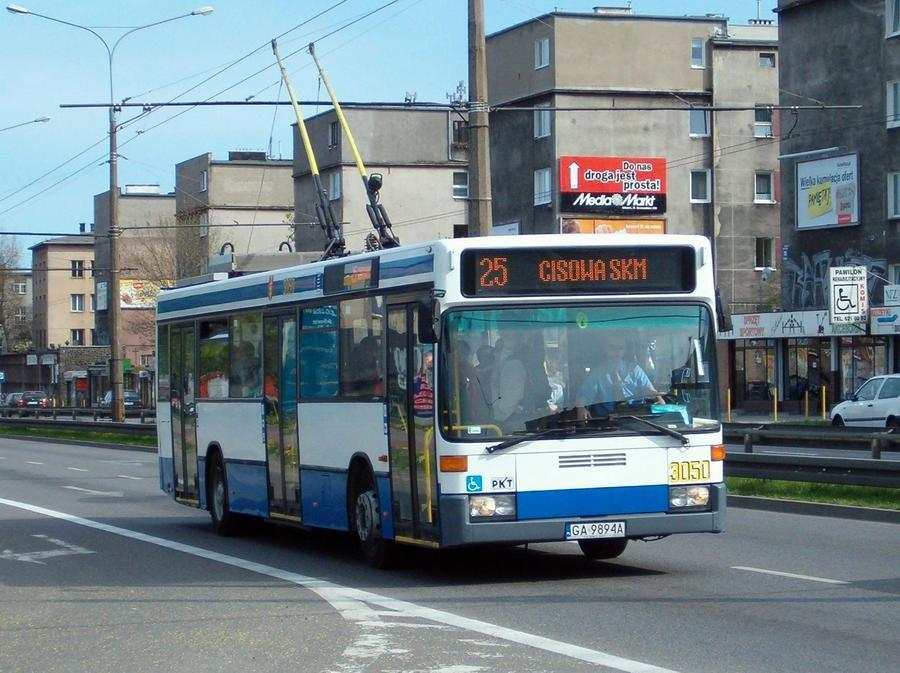
Ein umgebauter O 405 NE (ehemals O 405 N) in Gdynia

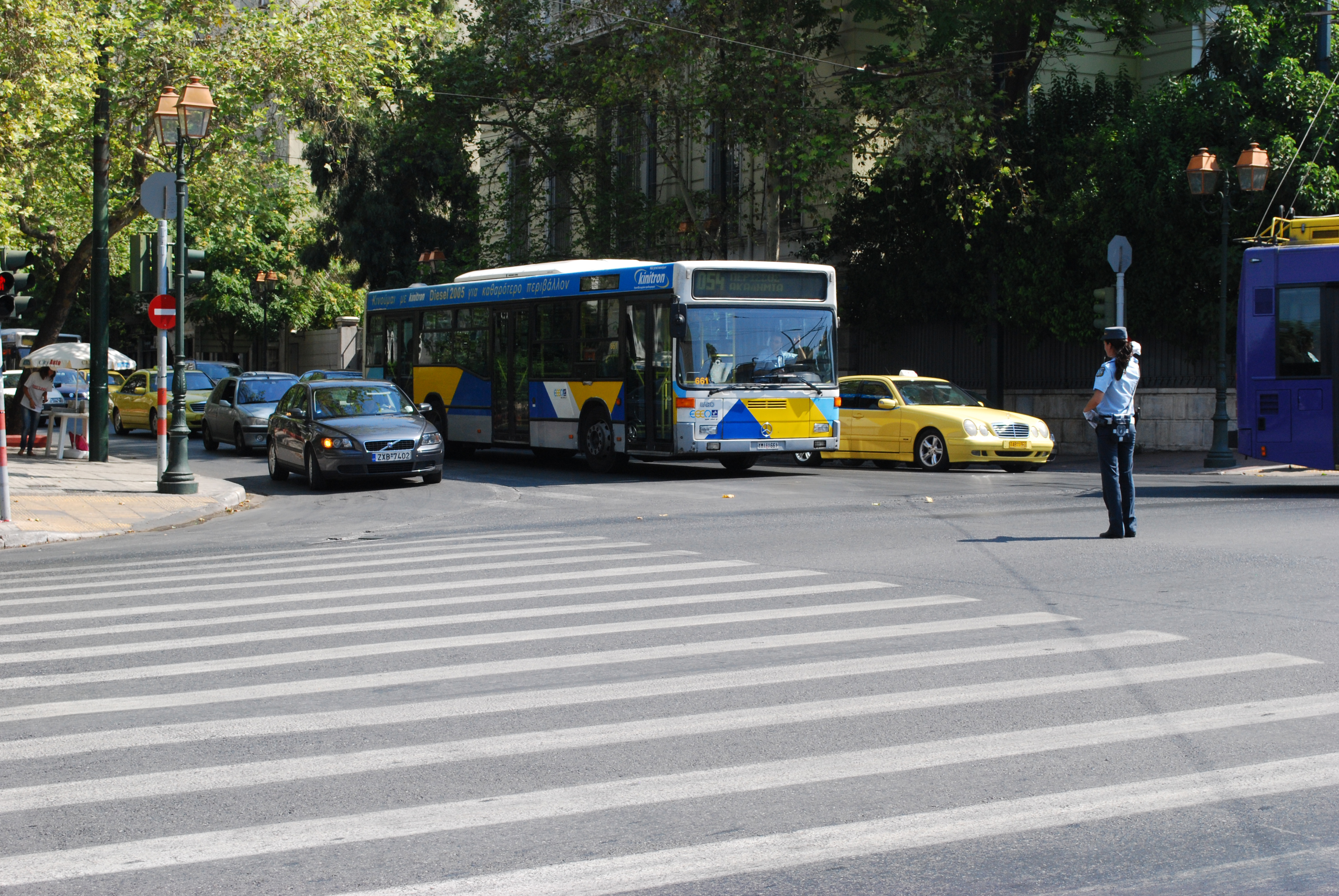
Ein ELBO O 405 als Lizenzvariante des Mercedes-Benz O 405 N in Athen (2009)

Die mit gewöhnlichen Verbrennungsmotoren ausgestatteten Varianten waren auch als Erdgasbusse lieferbar, was durch den Zusatz G (z. B. O 405 NG) gekennzeichnet wurde. In den Jahren 1995 und 1996 beschafften die Basler Verkehrs-Betriebe (BVB) mit zwölf Bussen eine Vorserie dieser Bauart, die später auch in anderen Städten Einzug hielt. Damals war die Niederflurtechnik so weit fortgeschritten, dass die BVB ihre alten Normalbusse der Reihe FBW B51U durch die vorgenannte Baureihe ersetzten. Als Motoren wurden geräuschgekapselte, wassergekühlte M 447 hG verwendet, die im Heck, unter dem Wagenboden, die Außenplanetenachse antreiben. Anfänglich wurden pro Wagen fünf Gasbehälter bzw. Stahlflaschen mit einem Fassungsvermögen von je 165 l installiert. Später kamen je zwei weitere Behälter dazu. Zur weiteren Ausrüstung gehörten auch eine Luftfederung mit Kneeling, eine Kugelumlauf-Hydrolenkung und ein Antiblockiersystem.
Die BVB verkaufte die O 405 N2 CNG-Gasbusse 801–812 an den Fahrzeughändler Mario Röttgen in Untersteinach. Diese Firma verkaufte den Wagen 806 nach Polen und die übrigen Fahrzeuge dieser Serie nach Plovdiv in Bulgarien.

### Oberleitungsbusse in Gdynia
Weil EvoBus selbst keine Oberleitungsbusse mehr anbot, bauten die Verkehrsbetriebe der polnischen Stadt Gdynia zwischen 2004 und 2010 in Eigenregie 28 Solowagen des Typs O 405 N zu Oberleitungsbussen um. Hiervon erhoffte man sich Einsparungen bei der Ersatzteilbevorratung — diese konnte gemeinsam mit den gleichartigen Dieselbussen der Spenderbaureihe erfolgen — sowie geringere Anschaffungskosten gegenüber serienmäßig hergestellten Oberleitungsbussen. Die umgebauten Wagen tragen die Betriebsnummern 3013–20, 41, 45–48, 50–52, 55–66 und werden als Typ O 405 NE bezeichnet. Der Mercedes-Stern wurde aus markenrechtlichen Gründen entfernt.